# Joyce Fairbairn
Joyce Ella Margaret Fairbairn PC (* 6. November 1939 in Lethbridge; † 29. März 2022) war eine kanadische Politikerin.
Sie studierte bis 1961 Journalismus an der Carleton University, wo sie Michael Gillan traf und heiratete. Sie arbeitete in den 1960ern als Journalistin. Von 1970 bis 1984 war sie Assistentin von Pierre Trudeau. Für die Liberale Partei Kanadas war sie ab 1984 Senatorin für Alberta. Im Anschluss an die kanadische Unterhauswahl 1993 kam sie unter Jean Chrétien in das 26. kanadische Kabinett. Dort war sie bis 1997 Fraktionsvorsitzende der Regierungspartei im Senat und war zusätzlich Ministerin mit speziellem Auftrag zur Alphabetisierung für Kanada. Obwohl Anfang 2012 ihre Alzheimer-Krankheit festgestellt wurde, blieb sie dennoch einige Monate als Senatorin tätig.
2015 wurde sie als Auszeichnung Mitglied im Order of Canada. 2018 wurde in Lethbridge eine neue Schule nach ihr benannt.